# Grégory Lescot
Grégory Lescot (Caienna, 10 maggio 1989) è un calciatore francese di origini guianesi, centrocampista del St-Pryvé St-Hilarie e della Selezione della Guyana francese.

## Carriera

### Club
Comincia a giocare al Club Colonial. Nel 2009 passa al Tours 2. Nel 2010 viene acquistato dal Thouars Foot 79. Nel 2014 si trasferisce al Bressuire. Nel 2016 viene acquistato dallo Chartres.

### Nazionale
Ha debuttato in Nazionale il 22 aprile 2009, nell'amichevole Guyana francese-Suriname (0-0). Nel 2017 viene inserito nella lista dei convocati per la Gold Cup 2017.

## Statistiche

### Cronologia presenze e reti in nazionale
Aggiornato al 29 maggio 2023
| Cronologia completa delle presenze e delle reti in nazionale ― Guyana francese | Cronologia completa delle presenze e delle reti in nazionale ― Guyana francese | Cronologia completa delle presenze e delle reti in nazionale ― Guyana francese | Cronologia completa delle presenze e delle reti in nazionale ― Guyana francese | Cronologia completa delle presenze e delle reti in nazionale ― Guyana francese | Cronologia completa delle presenze e delle reti in nazionale ― Guyana francese | Cronologia completa delle presenze e delle reti in nazionale ― Guyana francese | Cronologia completa delle presenze e delle reti in nazionale ― Guyana francese |
| Data                                                                           | Città                                                                          | In casa                                                                        | Risultato                                                                      | Ospiti                                                                         | Competizione                                                                   | Reti                                                                           | Note                                                                           |
| ------------------------------------------------------------------------------ | ------------------------------------------------------------------------------ | ------------------------------------------------------------------------------ | ------------------------------------------------------------------------------ | ------------------------------------------------------------------------------ | ------------------------------------------------------------------------------ | ------------------------------------------------------------------------------ | ------------------------------------------------------------------------------ |
| 12-11-2014                                                                     | Montego Bay                                                                    | Cuba                                                                           | 1 – 1                                                                          | Guyana francese                                                                | Coppa dei Caraibi 2014 - 1º Turno                                              | -                                                                              |                                                                                |
| 13-11-2014                                                                     | Montego Bay                                                                    | Trinidad e Tobago                                                              | 4 – 2                                                                          | Guyana francese                                                                | Coppa dei Caraibi 2014 - 1º Turno                                              | -                                                                              |                                                                                |
| 15-11-2014                                                                     | Montego Bay                                                                    | Guyana francese                                                                | 4 – 1                                                                          | Curaçao                                                                        | Coppa dei Caraibi 2014 - 1º Turno                                              | -                                                                              |                                                                                |
| 25-3-2015                                                                      | Remire-Montjoly                                                                | Guyana francese                                                                | 3 – 1                                                                          | Honduras                                                                       | Qual. Gold Cup 2015                                                            | -                                                                              |                                                                                |
| 30-3-2015                                                                      | San Pedro Sula                                                                 | Honduras                                                                       | 3 – 0                                                                          | Guyana francese                                                                | Qual. Gold Cup 2015                                                            | -                                                                              | 45’                                                                            |
| 27-3-2016                                                                      | Hamilton                                                                       | Bermuda                                                                        | 2 – 1                                                                          | Guyana francese                                                                | Qualificazioni alla Coppa dei Caraibi 2017                                     | -                                                                              |                                                                                |
| 30-3-2016                                                                      | Remire-Montjoly                                                                | Guyana francese                                                                | 3 – 0                                                                          | Cuba                                                                           | Qualificazioni alla Coppa dei Caraibi 2017                                     | -                                                                              |                                                                                |
| 7-6-2016                                                                       | Santo Domingo                                                                  | Rep. Dominicana                                                                | 2 – 1                                                                          | Guyana francese                                                                | Qualificazioni alla Coppa dei Caraibi 2017                                     | -                                                                              |                                                                                |
| 19-6-2016                                                                      | Remire-Montjoly                                                                | Guyana francese                                                                | 3 – 0                                                                          | Bermuda                                                                        | Qualificazioni alla Coppa dei Caraibi 2017                                     | -                                                                              |                                                                                |
| 18-6-2017                                                                      | Remire-Montjoly                                                                | Barbados                                                                       | 3 – 0                                                                          | Guyana francese                                                                | Amichevole                                                                     | -                                                                              |                                                                                |
| 23-6-2017                                                                      | Fort-de-France                                                                 | Giamaica                                                                       | 1 – 1 (5 - 3 dtr)                                                              | Guyana francese                                                                | Coppa dei Caraibi 2017 - Semifinale                                            | -                                                                              |                                                                                |
| 25-6-2017                                                                      | Fort-de-France                                                                 | Guyana francese                                                                | 1 – 0                                                                          | Martinica                                                                      | Coppa dei Caraibi 2017 - Finale 3º-4º posto                                    | -                                                                              |                                                                                |
| 8-7-2017                                                                       | Harrison                                                                       | Guyana francese                                                                | 2 – 4                                                                          | Canada                                                                         | Gold Cup 2017 - 1º Turno                                                       | -                                                                              |                                                                                |
| 12-7-2017                                                                      | Houston                                                                        | Honduras                                                                       | 3 – 0                                                                          | Guyana francese                                                                | Gold Cup 2017 - 1º Turno                                                       | -                                                                              | 80’                                                                            |
| 15-7-2017                                                                      | Frisco                                                                         | Costa Rica                                                                     | 3 – 0                                                                          | Guyana francese                                                                | Gold Cup 2017 - 1º Turno                                                       | -                                                                              |                                                                                |
| 12-10-2018                                                                     | Remire-Montjoly                                                                | Guyana francese                                                                | 1 – 0                                                                          | Saint Vincent e Grenadine                                                      | CONCACAF Nations League 2019-2020 - Qualificazioni                             | -                                                                              |                                                                                |
| 20-11-2018                                                                     | Remire-Montjoly                                                                | Guyana francese                                                                | 2 – 1                                                                          | Guyana                                                                         | CONCACAF Nations League 2019-2020 - Qualificazioni                             | -                                                                              | 67’                                                                            |
| 11-10-2019                                                                     | Remire-Montjoly                                                                | Guyana francese                                                                | 0 – 0                                                                          | Grenada                                                                        | CONCACAF Nations League 2019-2020 - Fase a gironi                              | -                                                                              |                                                                                |
| 14-10-2019                                                                     | Saint George's                                                                 | Grenada                                                                        | 1 – 0                                                                          | Guyana francese                                                                | CONCACAF Nations League 2019-2020 - Fase a gironi                              | -                                                                              |                                                                                |
| 15-11-2019                                                                     | Belmopan                                                                       | Belize                                                                         | 2 – 0                                                                          | Guyana francese                                                                | CONCACAF Nations League 2019-2020 - Fase a gironi                              | -                                                                              |                                                                                |
| 17-11-2019                                                                     | Remire-Montjoly                                                                | Guyana francese                                                                | 3 – 1                                                                          | Saint Kitts e Nevis                                                            | CONCACAF Nations League 2019-2020 - Fase a gironi                              | -                                                                              |                                                                                |
| 6-7-2021                                                                       | Fort Lauderdale                                                                | Trinidad e Tobago                                                              | 1 – 1 (8 - 7 dtr)                                                              | Guyana francese                                                                | Qual. Gold Cup 2015                                                            | -                                                                              |                                                                                |
| 3-6-2022                                                                       | Caienna                                                                        | Guyana francese                                                                | 2 – 0                                                                          | Guatemala                                                                      | CONCACAF Nations League 2022-2023 - Fase a gironi                              | -                                                                              | 90’                                                                            |
| 23-3-2023                                                                      | Remire-Montjoly                                                                | Guyana francese                                                                | 1 – 1                                                                          | Rep. Dominicana                                                                | CONCACAF Nations League 2022-2023 - Fase a gironi                              | -                                                                              | 45’                                                                            |
| 17-6-2023                                                                      | Fort Lauderdale                                                                | Guyana francese                                                                | 4 – 1                                                                          | Sint Maarten                                                                   | Qual. Gold Cup 2023                                                            | -                                                                              |                                                                                |
| 21-6-2023                                                                      | Fort Lauderdale                                                                | Saint Kitts e Nevis                                                            | 1 – 1 (5 - 3 dtr)                                                              | Guyana francese                                                                | Qual. Gold Cup 2023                                                            | -                                                                              |                                                                                |
| Totale                                                                         |                                                                                | Presenze                                                                       | 27                                                                             |                                                                                | Reti                                                                           | 0                                                                              |                                                                                |